# Dissolvent

Molècules d'aigua (dissolvent polar) solvatant un ió de sodi(+1).

Un dissolvent o solvent és aquella substància que permet la dispersió d'una altra, el solut, en el seu si. Normalment, el dissolvent estableix l'estat físic de la dissolució, per la qual cosa es diu que el dissolvent és el component d'una dissolució que està en el mateix estat físic que la dissolució. L'aigua és descrita moltes vegades com el solvent universal, perquè dissol a més de la meitat dels compostos coneguts.

## Tipus

Dipol de l'aigua amb el moment dipolar en verd.

### Segons la seva polaritat

#### Dissolvents apolars
En general són composts orgànics i en les molècules dels quals, la distribució del núvol electrònic és simètrica, per tant, aquestes substàncies no presenten un pol positiu i un de negatiu en les seves molècules. No poden considerar-se dipols permanents. Això no implica que alguns dels seus enllaços siguin polars. Tot dependrà de la geometria de les seves molècules. Si els moments dipolars individuals dels seus enllaços estan compensats, la molècula serà, en conjunt, apolar. Alguns solvents d'aquest tipus són: dietilèter, el cloroform, benzè, toluè, xilè, cetones, hexà, ciclohexà, tetraclorur de carboni, etc.

#### Dissolvents polars
| Solvent                     | Fórmula química         | Punt d'ebullició (°C) | Permitivitat relativa {\displaystyle \varepsilon _{r}} | Densitat (g/ml) |
| --------------------------- | ----------------------- | --------------------- | ------------------------------------------------------ | --------------- |
| Dissolvents apolars         |                         |                       |                                                        |                 |
| Hexà                        | CH₃-CH₂-CH₂-CH₂-CH₂-CH₃ | 69                    | 2,0                                                    | 0,655           |
| Benzè                       | C₆H₆                    | 80                    | 2,3                                                    | 0,879           |
| Toluè                       | C₆H₅-CH₃                | 111                   | 2,4                                                    | 0,867           |
| Dietilèter                  | CH₃CH₂-O-CH₂-CH₃        | 35                    | 4,3                                                    | 0,713           |
| Cloroform                   | CHCl₃                   | 61                    | 4,8                                                    | 1,498           |
| Acetat d'etil               | CH₃-C(=O)-O-CH₂-CH₃     | 77                    | 6,0                                                    | 0,894           |
| Diclorometà                 | CH₂Cl₂                  | 40                    | 9,1                                                    | 1,326           |
| Dissolvents polars apròtics |                         |                       |                                                        |                 |
| 1,4-Dioxà                   | /-CH₂-CH₂-O-CH₂-CH₂-O-\ | 101                   | 2,3                                                    | 1,033           |
| Tetrahidrofuran (THF)       | /-CH₂-CH₂-O-CH₂-CH₂-\   | 66                    | 7,5                                                    | 0,886           |
| Acetona                     | CH₃-C(=O)-CH₃           | 56                    | 21                                                     | 0,786           |
| Acetonitril (MeCN)          | CH₃-C≡N                 | 82                    | 37                                                     | 0,786           |
| Dimetilformamida (DMF)      | H-C(=O)N(CH₃)₂          | 153                   | 38                                                     | 0,944           |
| Dimetilsulfòxid (DMSO)      | CH₃-S(=O)-CH₃           | 189                   | 47                                                     | 1,092           |
| Dissolvents polars pròtics  |                         |                       |                                                        |                 |
| Àcid acètic                 | CH₃-C(=O)OH             | 118                   | 6,2                                                    | 1,049 g/ml      |
| Butan-1-ol                  | CH₃-CH₂-CH₂-CH₂-OH      | 118                   | 18                                                     | 0,810           |
| Isopropanol                 | CH₃-CH(-OH)-CH₃         | 82                    | 18                                                     | 0,785           |
| Propan-1-ol                 | CH₃-CH₂-CH₂-OH          | 97                    | 20                                                     | 0,803           |
| Etanol                      | CH₃-CH₂-OH              | 79                    | 24                                                     | 0,789           |
| Metanol                     | CH₃-OH                  | 65                    | 33                                                     | 0,791           |
| Àcid fòrmic                 | H-C(=O)OH               | 100                   | 58                                                     | 1,21            |
| Aigua                       | H-O-H                   | 100                   | 80,1                                                   | 1,000           |

Les propietats del dissolvent que determinen la seva capacitat per a dissoldre els composts iònics són: la constant dielèctrica (de la qual depenen inversament les atraccions entre els ions del solut) i el moment dipolar (que determina la magnitud de l’energia de solvatació, que estabilitza la solució). En aquest aspecte, l’aigua és un dissolvent òptim, que, a més, té la propietat d’unir-se a alguns soluts, iònics o no, per enllaços per pont d’hidrogen.

### Segons la interacció amb els protons
Els dissolvents poden classificar-se en:

#### Protònics
Els dissolvents protònics són dissolvents capaços d'aportar cations hidrogen(+1) H+ al medi, com són l'àcid acètic, l'aigua i els alcohols en general. Poden ser protogènics (donadors de protons, com l’àcid acètic glacial) i protofílics (acceptors de protons, com l'amoníac líquid).

#### No protònics
Els dissolvents no protònics o inerts, són aquells que no alliberen ions al medi. Per exemple dietilèter, el cloroform, benzè, toluè, xilè, cetones, hexà, ciclohexà, tetraclorur de carboni, etc.

#### Amfipròtics
Hi ha també molts dissolvents amfipròtics (que poden donar i acceptar protons, com l’aigua i els alcohols). Aquests darrers sofreixen la reacció d’autroprotòlisi, de transferència d’un protó d’una molècula a una altra del dissolvent, i donen dos ions: el protó solvatat i l’anió residual; aquesta reacció limita l’extensió del camp en el qual poden tenir lloc reaccions d’àcid-base en cada dissolvent, puix que determina un efecte anivellador de la força dels àcids o de les bases dissolvents que serien més forts que el protó solvatat o l’anió residual, respectivament, i permet de diferenciar només les forces dels que són més febles. Els equilibris d'autoprotòlisi dels dissolvents més importants són:
{\displaystyle {\mathsf {\grave {a}}}{\text{cid1}}+{\text{base2}}\rightleftharpoons {\text{base1}}+{\mathsf {\grave {a}}}{\text{cid2}}}
Aigua:
Etanol:
Àcid acètic:
Amoníac:
El grau d'autoprotòlisi és generalment petit. Per exemple a temperatura ambient les concentracions dels ions oxoni, H₃O+, i hidroxil, OH–, produïts en l'autoprotòlisi de l'aigua són només de 10–7 mol/L, aproximadament. Tanmateix, aquests equilibris són molt importants per entendre el comportament de les dissolucions.

## Propietats

### Temperatures de fusió i ebullició
Les temperatures de fusió i ebullició (punts de fusió i ebullició si la pressió és 1 atm) són els límits de l'interval de temperatures en el qual el dissolvent és líquid. Conèixer aquests valors per a un determinat dissolvent és crucial per evitar treballar a temperatures en les quals és sòlid o vapor.

### Pressió de vapor

Variació de la pressió de vapor amb la temperatura per l'hexan-2-ol.

Una propietat dels dissolvents és la pressió de vapor o tensió de vapor, la pressió exercida per un vapor en equilibri termodinàmic amb les seves fases condensades (sòlida o líquida) a una temperatura concreta i en un sistema tancat. Dona una indicació de la taxa d'evaporació d'un líquid, i explica la tendència de les partícules a escapar-ne. Un dissolvent amb una alta pressió de vapor a temperatures normals se sol qualificar de volàtil. La pressió de vapor de qualsevol substància augmenta de manera no lineal amb la temperatura segons la relació de Clausius-Clapeyron.
L'equació d'Antoine és una expressió matemàtica que relaciona la pressió de vapor i la temperatura d'un líquid pur:
{\displaystyle \log P=A-{\frac {B}{C+T}}}
On:
- {\displaystyle \log P} és el logaritme de base 10 de la pressió de vapor del dissolvent,
- {\displaystyle T} és la temperatura absoluta del dissolvent en kèlvins,
- {\displaystyle A,B,C} són els coeficients d'Antoine específics del dissolvent i que es determinen experimentalment.[6]

Per exemple, els coeficients d'Antoine per a l'aigua entre 273 K i 303 K són, per a la pressió en bars, A = 5,40221; B = 1838,675 i C = –31,737. De manera que la pressió de vapor de l'aigua a 298 K (25 °C) és:{\displaystyle \log P=A-{\frac {B}{C+T}}=5,40221-{\frac {1838,675}{-31,737+298}}=-1,503}{\displaystyle P=10^{-1,503}=0,0314\;{\text{bar}}=31,4\,{\text{hPa}}}

### Relació de partició o constant de distribució

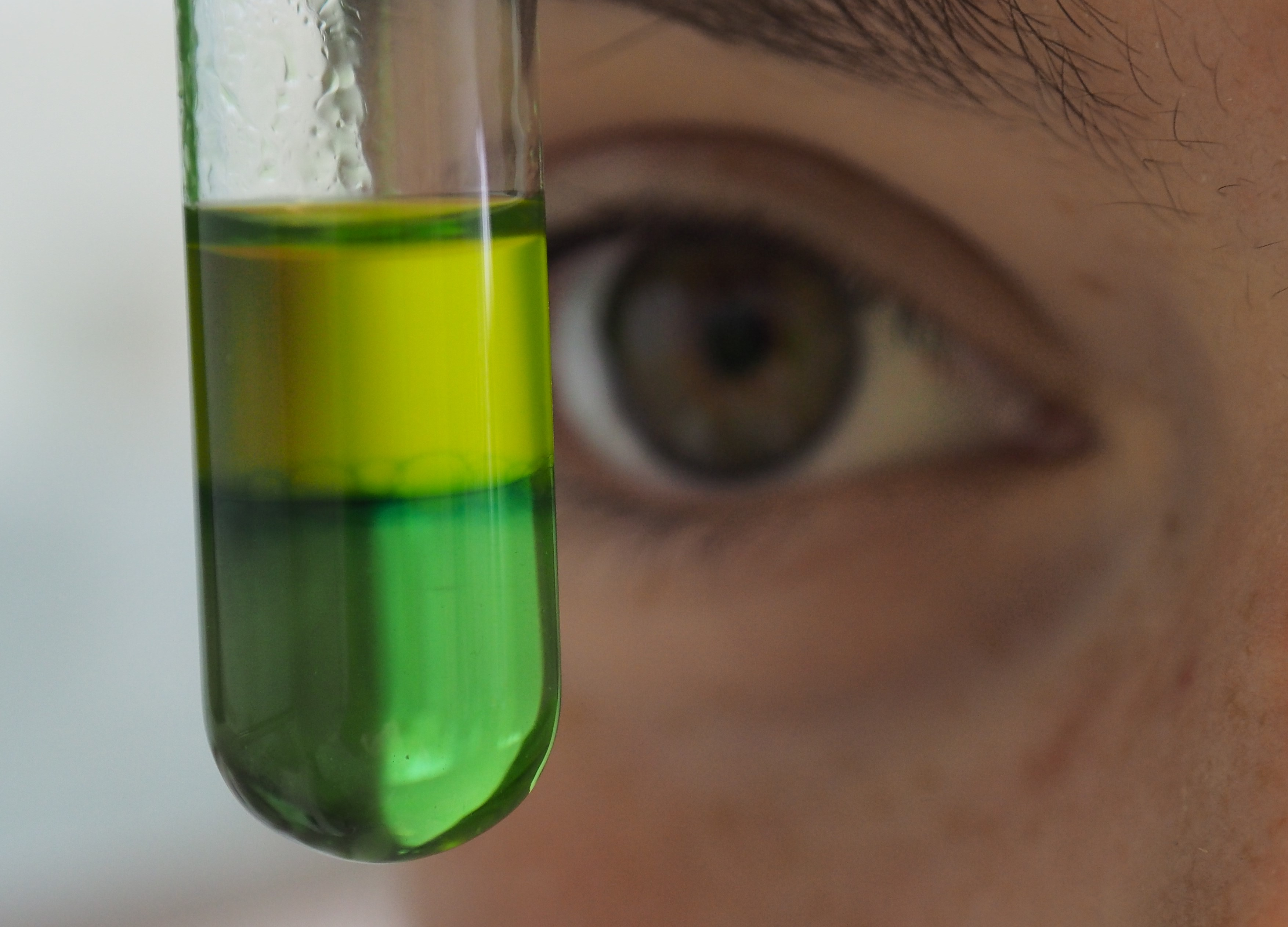
Separació de pigments vegetals mitjançant extracció líquid-líquid.

La relació de partició o constant de distribució {\displaystyle K_{\rm {D}}} és el quocient entre les concentracions d'un determinat component presents en dos dissolvents en equilibri. Es refereix a dos solvents immiscibles, com l'oli i l'aigua, el gasoil i l'aigua o el triclorometà i l'aigua. Els diferents soluts presents es distribueixen entre les dues fases d'acord amb les seves solubilitats. Indica l'eficàcia de l'extracció (una tècnica molt emprada per a separar compostos orgànics que es troben en solució o en suspensió aquosa.), que depèn del seu valor i de la quantitat de dissolvent emprat. Per a un solut {\displaystyle A} amb concentracions en un dissolvent orgànic i en aigua en equilibri, {\displaystyle [A]_{org}} i {\displaystyle [A]_{aq}} respectivament, es calcula amb la relació:
{\displaystyle (K_{\rm {D}})_{_{A}}={\frac {[A]_{org}}{[A]_{aq}}}}
La constant de distribució octanol-aigua és un dels més usats per conèixer com d'hidrofòbic o hidròfil és un compost; ja que l'octan-1-ol és una substància bastant apolar i, per tant, solubilitza millor els lípids i les altres substàncies apolars, mentre que l'aigua és una substància polar i com a resultat dissol més bé substàncies amb càrrega com ara ions i substàncies polars.

### Constant de Henry
| Equació | {\displaystyle H_{\text{v}}^{pc}={\frac {p}{c_{\text{aq}}}}}       | {\displaystyle H_{\rm {s}}^{cp}={\frac {c_{\text{aq}}}{p}}}             | {\displaystyle H_{\rm {v}}^{px}={\frac {p}{x}}} | {\displaystyle H_{\rm {s}}^{cc}={\frac {c_{\text{aq}}}{c_{\text{gas}}}}} |
| unitat  | {\displaystyle {\frac {{\text{L}}\cdot {\text{atm}}}{\text{mol}}}} | {\displaystyle {\frac {\text{mol}}{{\text{L}}\cdot {\text{atm}}}}}×10−4 | {\displaystyle {\text{atm}}} ×104               | 1                                                                        |
| ------- | ------------------------------------------------------------------ | ----------------------------------------------------------------------- | ----------------------------------------------- | ------------------------------------------------------------------------ |
| O₂      | 770                                                                | 13                                                                      | 4,3                                             | 0,032                                                                    |
| H₂      | 1 300                                                              | 7,8                                                                     | 7,1                                             | 0,019                                                                    |
| CO₂     | 29                                                                 | 340                                                                     | 0,16                                            | 0,83                                                                     |
| N₂      | 1 600                                                              | 6,1                                                                     | 9,1                                             | 0,015                                                                    |
| He      | 2 700                                                              | 3,7                                                                     | 15                                              | 0,009 1                                                                  |
| Ne      | 2 200                                                              | 4,5                                                                     | 12                                              | 0,011                                                                    |
| Ar      | 710                                                                | 14                                                                      | 4,0                                             | 0,034                                                                    |
| CO      | 1 100                                                              | 9,5                                                                     | 5,8                                             | 0,023                                                                    |

La llei de Henry relaciona la solubilitat d'un gas en un dissolvent amb la pressió parcial del gas. A una temperatura constant, la quantitat de gas que es dissol en un cert tipus i volum de dissolvent és directament proporcional a la pressió parcial d'aquest gas en equilibri amb el líquid. Matemàticament,
{\displaystyle c=H_{\rm {v}}^{cp}\cdot p\,}
On:
- {\displaystyle c} és la concentració en quantitat del gas en mol/l (també es pot emprar {\displaystyle x}, la fracció molar, sense unitats);
- {\displaystyle p} és la pressió parcial del gas sobre el dissolvent, habitualment en atmosferes; i
- {\displaystyle H_{\rm {v}}^{cp}} és la constant de Henry, una constant d'equilibri que depèn de la naturalesa del gas, de la temperatura i del dissolvent. Les unitats depenen de les de {\displaystyle c} i {\displaystyle p}.[11]

### Constants crioscòpica i ebullioscòpica
La constant crioscòpica ({\displaystyle E_{f}}) és un valor característic per a cada dissolvent, i representa la disminució de temperatura {\displaystyle \Delta T_{f}} que experimenta el punt de fusió d'una dissolució de qualsevol solut de concentració {\displaystyle b} = 1 molal (mol/kg) respecte del punt de fusió del dissolvent pur {\displaystyle T_{f}} (descens crioscòpic). S'empra en crioscòpia. La constant crioscòpica es pot relacionar amb el descens crioscòpic (llei de Raoult) i amb l'entalpia molar de fusió {\displaystyle \Delta _{fus}H}:
{\displaystyle E_{f}={\frac {\Delta T_{f}}{b}}\quad \quad \quad E_{f}={\frac {RT_{f}^{2}M}{\Delta _{fus}H}}}
| Dissolvent   | {\displaystyle E_{f}} (K kg mol–1) | {\displaystyle E_{b}} (K kg mol–1) |
| ------------ | ---------------------------------- | ---------------------------------- |
| Anilina      | 5,23                               | 3,82                               |
| Benzè        | 5,07                               | 2,64                               |
| Ciclohexà    | 20,8                               | 2,92                               |
| Ciclohexanol | 42,2                               | 3,50                               |
| Etilenglicol | 3,11                               | 2,26                               |
| Aigua        | 1,86                               | 0,513                              |

on {\displaystyle M} és la massa molecular del dissolvent i {\displaystyle R} és la constant dels gasos.
La constant ebullioscòpica ({\displaystyle E_{b}}) és un valor característic per a cada dissolvent, i representa la variació de temperatura {\displaystyle \Delta T_{b}} que experimenta el punt d'ebullició d'una dissolució de qualsevol solut de concentració {\displaystyle b} = 1 molal respecte del punt d'ebullició del dissolvent pur {\displaystyle T_{b}} (augment ebullioscòpic). Es fa servir en ebullioscòpia. La constant ebullioscòpica es pot relacionar amb l'augment ebullioscòpic (llei de Raoult) i amb l'entalpia molar de vaporització {\displaystyle \Delta _{vap}H}:
{\displaystyle E_{b}={\frac {\Delta T_{b}}{b}}\quad \quad \quad E_{b}={\frac {RT_{b}^{2}M}{\Delta _{vap}H}}}on {\displaystyle M} és la massa molecular del dissolvent i {\displaystyle R} és la constant dels gasos.

### Punt d'inflamació, punt d'ignició i punt d'autoignició
Molts dissolvents són combustibles i, per raons de seguretat, s'ha de conèixer alguns valors de temperatures a partir dels quals es pot iniciar una combustió.
| Dissolvent      | Punt d'inflamació (°C) | Punt d'autoignició (°C) |
| --------------- | ---------------------- | ----------------------- |
| Acetona         | -18                    | 538                     |
| Anilina         | 70                     | 768                     |
| Benzè           | -11                    | 563                     |
| Ciclohexanona   | 43                     | 420                     |
| Dietilèter      | -45                    | 180                     |
| Etanol          | 13                     | 423                     |
| Etilenglicol    | 111                    | 413                     |
| Metanol         | 11                     | 464                     |
| Tetrahidrofuran | -17                    | 321                     |
| Toluè           | 4                      | 510                     |

El punt d'inflamació és la temperatura mínima, a una pressió determinada, en què una substància combustible desprèn una concentració de vapor suficient perquè, en contacte amb un comburent i mitjançant una font d'ignició, se'n produeixi la inflamació. El comburent sol ser l'aire i l'aportació de l'energia d'activació sol provenir d'una flama. El punt d'inflamació és un indicador de la perillositat d'un combustible. Com més baixa sigui la temperatura d'inflamació, més fàcilment desprendrà vapor un combustible.
El punt d'gnició és la temperatura mínima, a una pressió determinada, en què una substància combustible desprèn una concentració de vapor suficient perquè, en entrar en contacte amb un comburent i mitjançant una font d'ignició, se'n produeixi la inflamació i es mantingui en eliminar la font d'ignició.
El punt d'autoignició o punt d'autoinflamació és la temperatura mínima, a una pressió determinada, a la qual una substància combustible, en presència d'aire, pot produir la seva combustió espontània en absència d'una energia d'activació externa.

### Paràmetre de solubilitat
El paràmetre de solubilitat {\displaystyle \delta } proporciona una estimació quantitativa del grau d'interacció entre materials, reflecteix l'energia cohesiva d'un material. Materials amb valors de {\displaystyle \delta } similars tendeixen a ser miscibles. És, per tant, àmpliament utilitzat en ciència i en aplicacions pràctiques en cercar un dissolvent adequat. Hi ha diverses aproximacions per a l'estimació del {\displaystyle \delta }, que han donat lloc a la definició de diferents paràmetres de solubilitat, entre els quals destaca el paràmetre de solubilitat d'Hildebrand, proposat pel químic estatunidenc Joel Henry Hildebrand (1881-1883):{\displaystyle \delta ^{2}={\frac {\Delta H_{v}-R\,T}{V_{m}}}}on {\displaystyle V_{m}} és el volum molar, {\displaystyle T} la temperatura absoluta i {\displaystyle R} és la constant dels gasos.